# Jive Records
Jive Records foi uma gravadora estadunidense formada em 1981 e que atualmente é propriedade da Sony Music Entertainment. Anteriormente sediada na cidade de Nova Iorque, Estados Unidos, a Jive tornou-se mais conhecida por sua sequência de êxitos comerciais através de artistas de hip hop nas décadas de 1980 e 1990, e também com artistas de teen pop no final dos anos 1990 e início dos anos 2000. A partir de 2011, a gravadora foi extinta e suas operações passaram a ser absorvidas pela RCA Records.  

## História

### Década de 1970: Início
Em 1971, os músicos sul-africanos Clive Calder e Ralph Simon iniciaram um negócio próprio, que consistiu de uma editora e uma empresa de gestão. A mesma recebeu o nome de Zomba Records e mudou-se para Londres, Inglaterra, quatro anos depois; seu primeiro cliente foi o então jovem produtor musical Robert "Mutt" Lange. A Zomba originalmente queria evitar as gravadoras, optando por se concentrar em seus compositores e produtores, enquanto permitia que outras gravadoras estabelecidas lançassem o material de seus clientes. Mais tarde naquela década, a empresa abriu escritórios nos Estados Unidos, onde Calder iniciou um relacionamento comercial com Clive Davis, dessa forma, a gravadora Arista Records começou a lançar material de artistas de Zomba.

### Década de 1980: Formação da Jive e distribuição inicial pela Arista e RCA
Em 1981, a Zomba formou a Jive Records, cujas operações começaram com o lançamento de música dance e pop britânica de artistas como Q-Feel, A Flock of Seagulls e Tight Fit. Seu nome foi inspirado do Township Jive, um tipo de música originária na África do Sul. Davis esperava que a conexão entre a Zomba com Mutt Lange, ajudasse a aliviar as dificuldades que a Arista estava enfrentando para encontrar bandas de rock potencialmente bem-sucedidas.
Em 1982, Calder foi apresentado a Barry Weiss, um jovem universitário que o levou a clubes de hip-hop na cidade de Nova Iorque para sua entrevista de emprego com a Zomba. Juntos, eles começaram a preparar músicos para o que viria a ser o grupo de hip-hop Whodini. Depois de dois dias, o grupo criou e gravou seu single de sucesso "Magic's Wand". Embora o grupo eventualmente deixasse a Jive, o seu sucesso inicial permitiu que a gravadora se concentrasse em artistas de hip-hop ao longo da década de 1980. Em 1987, a Jive cortou os laços de distribuição com a Arista, separando-os efetivamente da autoridade de Davis, que evitava o hip hop. Quando a década de 1980 chegou ao fim, a gravadora firmou um contrato de distribuição com a gravadora irmã da Arista, a RCA Records, e continuou a assinar com atos de hip hop, incluindo DJ Jazzy Jeff & The Fresh Prince, Too $ hort, Schoolly D e até Kid Rock.

### Década de 1990: Êxito comercial com ohip hope oteen-pop
Em 1991, o acordo de distribuição da Jive com a RCA expirou. Nessa época, o Bertelsmann Music Group adquiriu uma participação minoritária do selo e passou a distribuir seus álbuns diretamente. Ainda no início da década de 1990, a Jive abriu escritórios em Chicago e também tornou-se uma gravadora de primeira linha nos gêneros hip hop e R&B com o sucesso de artistas como D-Nice, E-40, A Tribe Called Quest, Hi-Five, KRS-One / Boogie Down Productions, R. Kelly e Aaliyah. 
Em 1991, Weiss se tornou o CEO e presidente da Jive Records. 
No fim dos anos 90, a Jive começou a assinar com artistas pop como Backstreet Boys, 'N Sync e Britney Spears. Todos os três alcançaram grande sucesso no início dos anos 2000, tornando-se os três artistas mais vendidos da história da gravadora.

### Década de 2000: Aquisição pela BMG e Sony
Em 2003, a BMG adquiriu o restante da Zomba, controladora da Jive, por US$ 2,74 bilhões, o que na época foi a maior aquisição de uma gravadora independente com distribuição de grandes gravadoras. No ano seguinte, a BMG se fundiu com a Sony Music Entertainment para formar a Sony BMG. Durante esse tempo, o gerenciamento e a distribuição da Jive foram brevemente configuradas sob o recém-formado Zomba Label Group. O Zomba Label Group, junto com a Jive, seria posteriormente absorvido pelo RCA Music Group. Em 2008, Sony e BMG dissolveram sua fusão, com a primeira comprando ações da segunda. Como resultado da compra da Sony, a Jive (junto com suas irmãs BMG, RCA e Arista) tornou-se uma unidade de propriedade da renovada Sony Music Entertainment. O selo foi posteriormente reorganizado com alguns artistas mudando para uma Epic Records já reestruturada, enquanto outros permaneceram com a Jive no RCA Music Group.

### Década de 2010: Saída de Weiss e desativação
Em março de 2011, Weiss deixou a Jive após duas décadas, para ingressar na Universal Music Group. Em 7 de outubro do mesmo ano, foi anunciado que a Jive, junto com a Arista e a J Records, seriam extintas para atualizar e renomear a RCA Records, não confundindo ou diluindo-a com outras gravadoras. Todos os artistas contratados por essas gravadoras foram transferidos para a RCA.
A marca Jive passou ainda a ser utilizada na França pela divisão Sony Music France, sob o nome de Jive Epic, até o ano de 2019, quando foi absorvida pela RCA Records France. A distribuição de seu catálogo é gerenciado atualmente pela Legacy Recordings da Sony Music. 
No Brasil a Jive foi distribuída pela BMG Ariola de 1987 a 1995, pela Virgin Records (selo da EMI) de 1996 a 2000 e pela Som Livre de 2000 a 2003, através do selo Globo/Jive. Em 2003, a distribuição mudou para a BMG novamente até se tornar Sony BMG e depois Sony Music.

## Ex-artistas
Lista de ex-artistas notáveis:
| - 311 - Aaliyah (Blackground/Jive) - Aaron Carter - Allison Iraheta - Apocalyptica - Backstreet Boys - Ant Banks - Big Boi - Boogie Down Productions - Bowling for Soup - Britney Spears - Bullet for My Valentine - Nikki Cleary - Nick Carter - Celly Cel (Sick Wid It/Jive) - JC Chasez - Ciara - The Click (Sick Wid It/Jive) - Chris Brown - Cage The Elephant - David Archuleta (19 Recordings/Jive) - DJ Jazzy Jeff & the Fresh Prince - D-Nice - E-40 (Sick Wid It/Jive) - A Flock of Seagulls - Samantha Fox - Livvi Franc - Groove Armada (Jive Electro) - Hed PE - JLS - Jennifer Love Hewitt - Insane Clown Posse (Battery/Jive) - Allison Iraheta (19 Recordings/Jive) - Jazmine Sullivan - Joe - Jordin Sparks (19/Jive/Zomba Label) - Justin Timberlake - Syleena Johnson - Jazzy Jeff - Kelly Clarkson (RCA/Jive) - Kelis | - Kid Rock (Top Dog/Jive) - Kool Moe Dee - KRS-One - Kris Allen (19/Jive) - K. Michelle - La Toya Jackson - Lil Mama - Living Things - Nick Lachey - Hugh Masekela (Jive Afrika) - Miguel - Mobb Deep (Infamous/Jive) - Mystikal - 'N Sync - Nick Cannon - Billy Ocean - Petey Pablo - Paradise Lost - Pink (LaFace) - Priscilla - Rednex (Battery/Jive) - Reel Big Fish - RichGirl - Robyn - Roman Holliday - R. Kelly - Samantha Jade - Marvin Sease - Spice 1 - Tangerine Dream (Jive Electro) - A Tribe Called Quest - Too $hort (Dangerous Music/Jive) - Three Days Grace - Tupac Shakur - Usher - T-Pain (Konvict/Nappy/Jive) - UTFO (UTFO/Jive) - Vitamin C - "Weird Al" Yankovic (Volcano Entertainment/Volcano Records) - Whodini - YoungBloodZ |